# شهریاری سفلی
شهریاری سفلی، روستایی از توابع بخش چاهک شهرستان خاتم در استان یزد ایران است.این روستا در مسیر بزرگراه در دست احداث مهریز به نی‌ریز دومین مسیر اصلی ارتباطی استان فارس به استان یزد واقع شده است.

## جمعیت
این روستا در دهستان چاهک قرار دارد و براساس سرشماری مرکز آمار ایران در سال ۱۳۸۵، جمعیت آن ۱۵۱ نفر (۴۱خانوار) بوده‌است.